# CO do Montijo

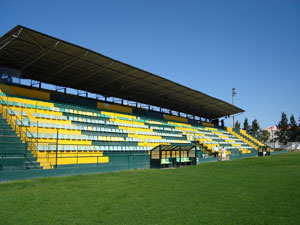
Campo da Liberdade, Montijo.

El Olímpico do Montijo es un equipo de fútbol de Portugal que juega en el Campeonato de Portugal, tercera categoría de fútbol en el país.

## Historia
Fue fundado en el año 2007 en la ciudad de Montijo del distrito de Setúbal como el equipo sucesor del desaparecido CD Montijo, que desapareció ese mismo año por problemas financieros y se unió esa misma temporada a la segunda división regional.
En la temporada 2016/17 logra ganar el título de la primera división regional y obtiene el ascenso al Campeonato de Portugal por primera vez en su historia.

## Rivalidades
El club continua con la rivalidad del CD Montijo, la cual es contra el GD Alcochetense, ambos de ciudades vecinas.

## Palmarés
- Liga Regional de Setubal: 1

2016/17